# ČKD (entreprise)
Pour les articles homonymes, voir CKD.

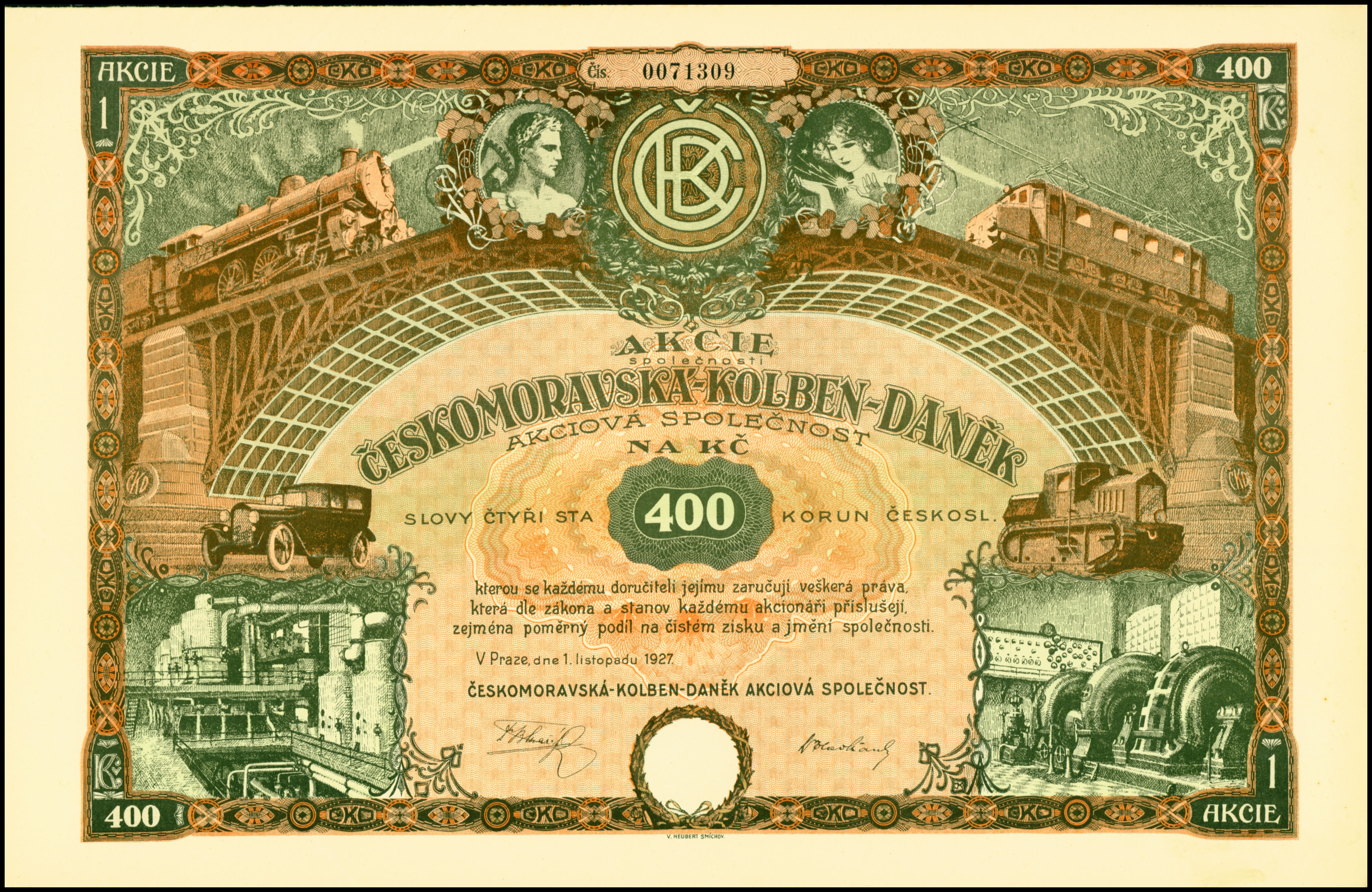
Action du Českomoravská-Kolben-Daněk en date du 1 novembre 1927

ČKD (Českomoravská-Kolben-Daněk) est une entreprise tchèque fondée en 1927, de la fusion des Ateliers mécaniques tchéco-moraves (fondés en 1871) et de l'usine d'Emil Kolben (fondée en 1896) en 1921, puis avec l'entreprise de Čeněk Daněk (fondée en 1854) en 1927. 
Durant l'entre-deux-guerres et la Seconde Guerre mondiale, elle fabrique des véhicules blindés, dont le Panzerkampfwagen 38(t) pour l'armée allemande (elle porte alors le nom de BMM : Böhmisch-Mährische Maschinenfabrik AG). 
Après 1945, l'entreprise est nationalisée et prend le nom de sa filiale principale : Tatra. Elle est privatisée en 1994 mais fait faillite en 1998. Siemens la rachète en 2001-2002. 
Elle fabrique actuellement des tramways pour l'Europe.